# Козак, Сергей Евгеньевич
Сергей Евгеньевич Козак (17 октября 1981, Брест) — белорусский футболист, полузащитник, тренер.

## Биография
Воспитанник СДЮШОР-5 г. Бреста. В юности выступал в России за дублирующий состав волгоградского «Ротора» во второй лиге и за «Цементник» (Михайловка) в соревнованиях КФК.
С 2000 года в течение трёх сезонов выступал за «Днепр-Трансмаш» (Могилёв) в высшей лиге Беларуси. В 2002 году стал лучшим бомбардиром своего клуба (8 голов). В 2003 году перешёл в «Торпедо-СКА» (Минск), где провёл два сезона. В сезоне 2003 года забил 10 голов, стал лучшим снайпером команды и вошёл в топ-10 снайперов чемпионата. В 2005 году перешёл в «Гомель» и играл за него следующие два года. В 2007 году вернулся в родного город и в течение четырёх лет играл за «Динамо-Брест». В 2007 году стал обладателем своего единственного трофея на профессиональном уровне — завоевал Кубок Беларуси и позднее участвовал в матчах Кубка УЕФА. Сезон 2011 года провёл в составе «Белшины», после чего более не играл в высшей лиге.
Всего в высшей лиге Беларуси сыграл 254 матча и забил 35 голов.
В 2010-е годы выступал за ряд любительских футбольных клубов, а также в мини-футболе. В 2014—2015 годах играл во второй и первой лиге за «Кобрин», в 2015 году был играющим главным тренером клуба. В 2018 году провёл два матча в составе победителя второй лиги «Рух» (Брест).
Выступал за молодёжную сборную Беларуси.